# Соглашение Лансинга — Исии
Соглашение Лансинга—Исии (англ. Lansing-Ishii Agreement) — соглашение между Японией и США.
Было заключено в 1917 в форме обмена нотами между государственным секретарём США Робертом Лансингом и чрезвычайным уполномоченным Японии в США Кикудзиро Исии. США признали наличие особых интересов Японии в Китае. В обмен на это Япония признала американскую политику открытых дверей в отношении Китая.